# Nanyuan (socken i Kina, Shandong)
Nanyuan (kinesiska: 南苑街道, 南苑) är en socken i Kina. Den ligger i provinsen Shandong, i den östra delen av landet, omkring 140 kilometer söder om provinshuvudstaden Jinan. Antalet invånare är 39 976. Befolkningen består av 19 953 kvinnor och 20 023 män. Barn under 15 år utgör 16,0 %, vuxna 15-64 år 75 %, och äldre över 65 år 7,0 %.
Genomsnittlig årsnederbörd är 904 millimeter. Den regnigaste månaden är juli, med i genomsnitt 228 mm nederbörd, och den torraste är januari, med 6 mm nederbörd.